# Michael Weikath

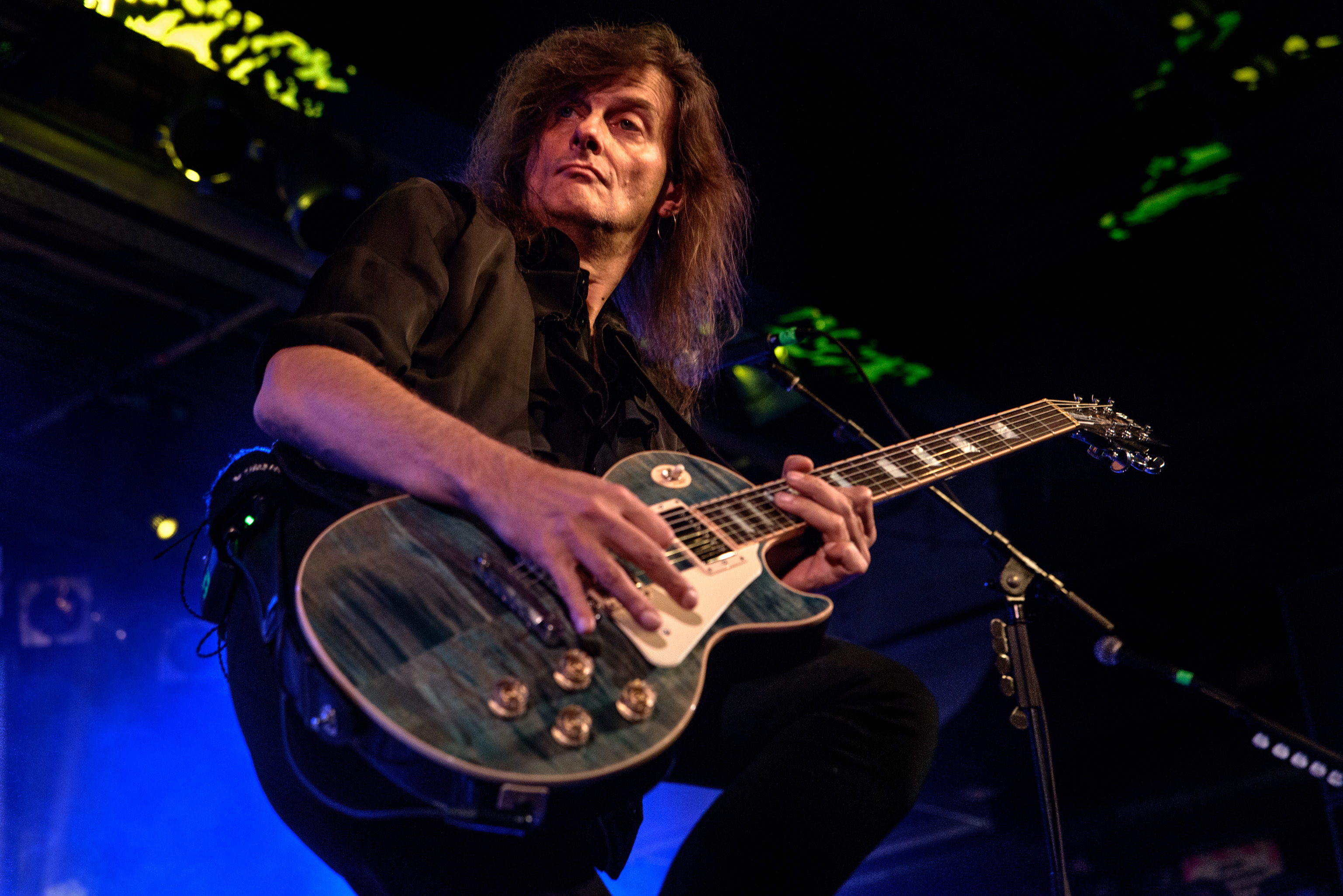
Michael Weikath, 2016

Michael Ingo Joachim Weikath, genannt Weiki (* 7. August 1962 in Hamburg), ist ein deutscher Gitarrist sowie Mitbegründer der Power-Metal-Band Helloween.

## Leben und Wirken
Weikath leistete nach dem Abitur 1982 an der Sankt-Ansgar-Schule seinen Zivildienst beim Mobilen Sozialen Hilfsdienst Hamburg ab. Da zu diesem Zeitpunkt bereits feststand, dass er hauptberuflich Musiker werden würde, hat er keine Ausbildung gemacht und kein Studium absolviert.
Die erste Band, in der Weikath spielte, hieß Powerfool und wurde 1978 gegründet. Ab 1981/1982 war er in weiteren Gruppen aktiv, darunter auch in der SAS-Band seiner Schule.
Er ist neben Kai Hansen, Markus Grosskopf und Ingo Schwichtenberg einer der Gründer der deutschen Power- und Speed-Metal-Band Helloween. Neben Markus Grosskopf war er bis zur Reunion 2016 das einzige verbliebene Mitglied der ersten Besetzung, mit dem er schon zuvor bei der Band Blast Furnace spielte.
Im Jahr 1997 spielte er Gitarre bei Andi Deris’ Soloprojekt Come in from the Rain. Als Gast war er 2003 auf dem Album Ritualive von Shaman und auf The Legend and the Truth von Dezperadoz zu hören.
Weikath lebt auf Teneriffa.

## Musikalischer Stil
Als seine musikalischen Einflüsse nennt Weikath unter anderem Deep Purple, Scorpions, Van Halen, Led Zeppelin, Sex Pistols sowie Wishbone Ash. Er spielt vor allem Gitarren der Firma Gibson.

## Diskografie

### Alben

#### Helloween
- 1985: Walls of Jericho
- 1987: Keeper of the Seven Keys Part 1
- 1988: Keeper of the Seven Keys Part 2
- 1991: Pink Bubbles Go Ape
- 1993: Chameleon
- 1994: Master of the Rings
- 1996: The Time of the Oath
- 1998: Better Than Raw
- 2000: The Dark Ride
- 2003: Rabbit Don’t Come Easy
- 2005: Keeper of the Seven Keys – The Legacy
- 2007: Gambling with the Devil
- 2010: Unarmed – Best of 25th Anniversary
- 2010: 7 Sinners
- 2013: Straight Out of Hell
- 2015: My God-Given Right
- 2021: Helloween

### Als Gast

#### German Rock Project
- 1991: Let Love Conquer the World

#### Ferdy Doernberg
- 1995: Just a Piano and a Handful of Dreams
- 2000: Storyteller’s Rain

#### Andi Deris
- 1997: Come in from the Rain

#### Paragon
- 1998: The Final Command

#### Rainbow
- 1999: Catch the Rainbow – A Tribute to Rainbow

#### Shaman
- 2003: RituaLive

#### Dezperadoz
- 2006: The Legend and the Truth